# ایستگاه متروی شهید ستاری
ایستگاه مترو شهید ستاری یکی از ایستگاه‌های خط ۶ متروی تهران است که در تقاطع بزرگراه حکیم و خیابان پیامبر مرکزی واقع شده‌است. این ایستگاه در ۲۳ اسفند ۱۳۹۹ تأسیس شده‌است.